# 扫描电化学显微镜
扫描电化学显微镜（英語：Scanning electrochemical microscopy，缩写SECM）基于电化学原理工作，利用驱动非常小的电极（探针）在靠近样品处进行扫描，样品可以是导体、绝缘体或半导体，可测量微区内物质氧化或还原所给出的电化学电流，进而确定界面上的电化学行为。目前可达到的最高分辨率约为几十纳米。这一技术也可以被用于微观刻印和微结构的创造

## 历史
1980年左右，超微电极的出现对于发展高敏感度电分析技术是关键的。将超微电极用作探针，就可以研究局部快速进行的电化学反应。1986年Engstrom进行了第一次类似扫描电化学显微镜的实验，观察到了反应情况和中间体。同时，阿兰·J·巴尔德通过分析法拉第电流导致的测量偏差，对电化学显微镜的原理进行了彻底的分析1989年巴尔德正式建立了扫描电化学显微镜的理论原理，也创造了这个词汇。当时研究者采用的是收集模式，而巴尔德引入反馈模式，扩大了扫描电化学显微镜的应用范围。
随着理论基础的发展，1999年有关SECM的文献已经增加到了80篇，第一台商用的SECM也诞生了今日，扫描电化学显微镜的应用范围在扩大，精度也在提高，理论和技术上的研究仍在不断深入。

## 工作原理
在含有氧化-还原对（如Fe2+/Fe3+）的溶液中放置超微电极，用于施加和改变电压。当足够的负电势被施加时，三价铁会被还原成二价铁，形成扩散控制的电流稳态电流与氧化剂的流量的关系是：
{\displaystyle i_{T,\infty }=4nFCDa}
此处 iT,∞是扩散控制电流，n是电极上转移的电子数(O + ne− → R), F是法拉第常数, C是溶液中被氧化物质的浓度, D是扩散系数而a是超微电极盘子的半径。为了扫描感兴趣的表面，探针需要接近表面，然后记录电流的变化。
现在有两种主要的工作原理，反馈模式和获取-产生模式